# Stefan Thielen

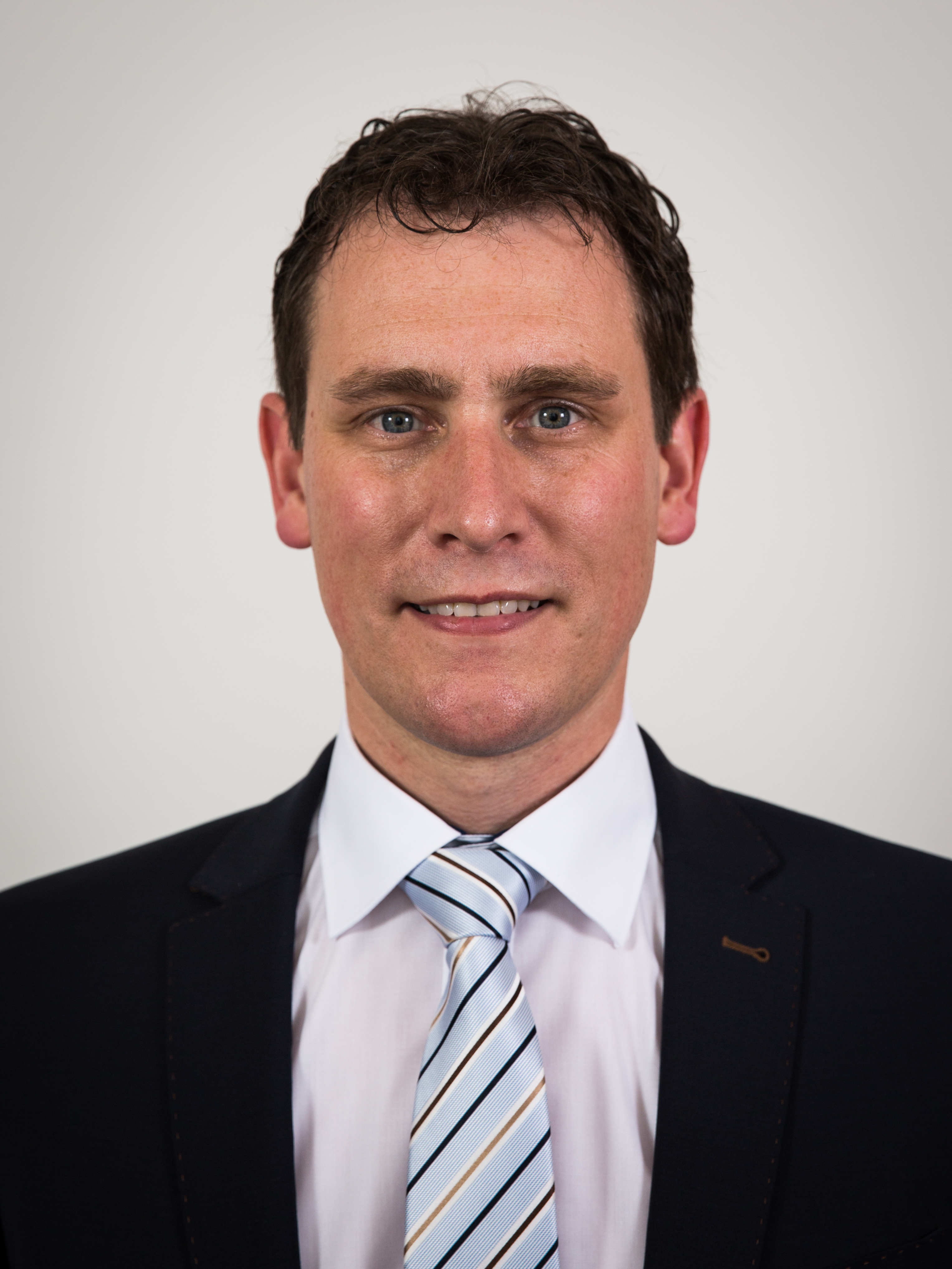
Stefan Thielen (2017)

Stefan Thielen (* 27. November 1977 in Merzig) ist ein deutscher Politiker (CDU). Er ist seit 2015 Mitglied des saarländischen Landtags.

## Ausbildung und Beruf
Nach dem Abitur 1997 am Gymnasium Saarburg leistete Thielen seinen Wehrdienst bei der Saarlandbrigade. Von 1998 bis 2001 absolvierte er eine Ausbildung zum Bankkaufmann bei der Sparkasse Merzig-Wadern, danach studierte er Internationale Beziehungen und Internationales Management in St. Gallen, San Diego und Helsinki.
Nach seinem Masterabschluss 2007 war er als Unternehmensberater bis 2012 für Zeb.Rolfes.Schierenbeck.Associates und 2013 für Roland Berger Strategy Consultants, danach bis 2015 als Fachkoordinator für Strategische Entwicklung bei der SaarLB tätig.

## Politische Funktionen
Im Jahr 1998 trat Thielen in die CDU ein. Er gehörte dem Landesvorstand der Jungen Union Saar von 2005 bis 2012 an. Seit 2011 ist er Schatzmeister des Kreisverbands Merzig-Wadern, seit 2013 Vorsitzender des Ortverbands Faha und seit 2014 Mitglied im Landesvorstand der CDU Saar.
In den Jahren 2002 bis 2007 war er Mitglied im Ortsrat von Faha. Für den ausgeschiedenen Abgeordneten Frank Finkler rückte Thielen 2015 in den Landtag des Saarlandes nach. Er wurde am 13. Oktober 2015 verpflichtet. Bei den Landtagswahlen 2017 und 2022 wurde er erneut in den Landtag gewählt.
Von 2015 bis 2017 war Stefan Thielen Haushalts- und Finanzpolitischer Sprecher der CDU-Fraktion. Im Mai 2017 wurde er in einer Sondersitzung einstimmig zum Parlamentarischen Geschäftsführer der CDU-Fraktion im saarländischen Landtag gewählt.

## Mitglied in Ausschüssen
Thielen gehört im Landtag des Saarlandes folgenden Ausschüssen an:
- Ausschuss für Wissenschaft, Forschung und Technologie (Schriftführer)
- Ausschuss für Finanzen und Haushaltsfragen
- Wirtschaft, Arbeit, Energie und Verkehr